# 우돈타니 FC
우돈타니 FC  ( 태국어 : สโมสรฟุตบอл จัง หวัดอุดรธานี)은 태국의 우돈타니주를 연고지로 하는 태국의 프로 축구단이다. 1999년에 창단된 우돈타니 FC는 현재 태국 5부 리그인 타이 아마추어 리그에 소속되어 있다.